# Reprezentacja Hiszpanii w koszykówce kobiet
Reprezentacja Hiszpanii w koszykówce kobiet narodowy zespół koszykarek Hiszpanii. Reprezentuje swój kraj w rozgrywkach międzynarodowych.
Obecnie trenerem reprezentacji jest José Ignacio Hernández. 
Obecnie zajmuje 6. miejsce w Rankingu FIBA.

## Sukcesy
- Mistrzostwa Świata:
  -  2010
- Mistrzostwa Europy:
  -  1993
  -  2007
  -  2001, 2003, 2005, 2009